# Католичка црква и усташе
Римокатоличку цркву многи оптужују за сарадњу са усташама,  хрватском фашистичком ултранационалистичком, клерикалном и терористичком организацијом, која се налазила на челу марионетске Независне Државе Хрватске током Другог свјетског рата и која је спроводила Холокауст и геноцид над Србима. Упркос чињеници да Ватикан није дејуре подржао усташе и да је одређени број челника Католичке цркве био ангажован у спасавању Јевреја и Срба од масакара и екстрадиције, Света столица је оптуживана и даље се оптужује не само за недјеловање и неспремност да се цивилно становништво спасе од геноцида, него и за прећутну подршку усташама. Према процјенама, током ратних година, према различитим процјенама, усташе су убиле од 197.000 до 800.000 људи.

## Предисторија
Хрватска је од 1527. до 1918. била дио Хабзбуршке монархије. На њеној територији живјели су многи народи који су исповиједали различите религије и говорили различитим језицима. Најбројнији народи у Хрватској били су сами Хрвати, који су исповиједали католичку вјероисповијест, и Срби, претежно православци. Преовлађујуће политичко убјеђење ове двије етничке групе такође је било различито — Хрвати су својим заштитницима сматрали земље западне Европе и саму Аустрију, док су Срби сматрали Русију својим спољнополитичким покровитељем. Покушај уједињења два народа ради стварања јединствене словенске државе, ослобођене од њемачког и мађарског утицаја, почео је рађањем идеологије илиризма, из које је израсла идеологија панславизма.
Аустроугарска је Првом свјетском рату приступила са озбиљним унутрашњим националним противрјечностима, које су ескалирале како је рат одмицао. Већина Хрвата сањала је о стварању сопствене независне државе након распада Аустроугарске, док су остали Хрвати и сви Срби сањали о прикључењу Србији или стварању заједничке словенске државе на Балкану. Оснивање Краљевства Срба, Хрвата и Словенаца није остварило снове многих Хрвата и поред загарантоване равноправности сва три народа која се помињу у називу новостворене државе. Хрватска странка права борила се најприје за проширење хрватске аутономије и права Хрвата, а затим се почела залагати за потпуно отцјепљење од краљевине. Хрватска емиграција основала је Хрватски комитет, који је усмјеравао акције у овом правцу. Међутим, краљ Александар I Карађорђевић је 1929. увео диктатуру која је забранила сваки покрет за аутономију и преименовао земљу у Југославију.
Као одговор на поступке власти, група хрватски националиста основала је Усташки покрет на челу са Антом Павелићем. У помоћ новом покрету притекла је Италија, која је имала и своје несугласице са Југославијом. Убиство Александра I 1934. приписује се усташама, иако је починилац био Владо Черноземски, агент Унутрашња македонска револуционарна организација (ВМРО). Након убиства Александра, на власти је дошао кнез регент Павле Карађорђевић, који је био мекши од свог претходника и почео да пружа сву могућу помоћ хрватском становништву у остваривању њихових права. Хрватска сељачка странка, на челу са Влатком Мачеком, успјела је да постигне споразум, по коме је основана Бановина Хрватска са широком аутономијом.
Споразум не само да није задовољио усташе, већ је и појачао њихову жељу за постизањем независности Хрватске: споразум су сматрали првим кораком ка отцјепљењу од Југославије. Иступање Југославије из сила Осовине, а затим прекид односа нацистичком Њемачком били су сигнал за усташе: Адолф Хитлер, који је одбијање Југославије да се придружи силама Осовине сматрао издајом, заправо је усташама дао наду у спровођење њихових планова. Њемачка је 6. априла 1941. ступила у рат против Југославије и Грчке. У Хрватској су југословенске војне власти имале највеће потешкоће у мобилизацији, пошто је одзив био веома мали. Штавише, одређени број официра и војника почео је отворено прелазити на страну освајача: на примјер, 3. априла 1941. пуковник Владимир Крен је одлетио у Грац и предао Нијемцима детаљне податке о југословенским оружаним снагама, укључујући податке о распореду тајних ваздухопловних база; још прије почетка рата два пука у Бјеловару, која су образована од мјесних хрватских резервиста, подигла су побуну, блокирала град и захтијевала предају гарнизона, у супротном пријетећи да ће побити све Србе и чланове породица официра који живе у граду и околини. Након капитулације Југославије, земље освајачи су је подијелиле: у саставу марионетске Независне Државе Хрватске биле су Босна, Херцеговина, као и дио Далмације, који није предат Италији. Анте Павелић је постао дефакто вођа државе, иако је правно њом требао да влада назначени краљ Томислав II. Мачек је, упркос дуго очекиваном проглашењу хрватске независности, одлучио да не подржи прохитлеровски режим, а Павелић је постао вјерни савезник Хитлера. Међутим, ентузијазам који је настао након проглашења независности је спласнуо, пошто је земља била под контролом Нијемаца и Италијана. Усташе су, у настојању да створе етнички чисту државу, ван закона ставиле Србе, Јевреје, Роме и уопште све народе који нису подржавали усташки режим (на удари су били и неки представници Хрвата).

## Дјелатност Римокатоличке цркве у НДХ

### Стварање и признање
Према америчком историчару Мајклу Фејеру, однос Хрватске с Ватиканом није био ништа мање важан од односа са Њемачком. Павелић је био ватрени србофоб и ревносни католички фанатик, сматрајући католицизам саставним дијелом хрватске културе. Међутим, бројни други историчари сматрају да је Света столица Павелића сматрала превише амбициозним и нестрпљивим: истраживач католичког покрета Питер Хеблтвејт писао је да се Павелић радује благослову Ватикана за своје политичко дјеловање, што се, међутим, није очекивао у блиској будућности. Секретар Државног секретаријата Ватикана Ђовани Монтини, будући папа Павле VI, упозорио је Павелића да Света столица можда неће признати државу која војним путем утврђује границе, а успротивио се и брзоплетом именовању хрватског краља. Монтини је критиковао приједлог италијанског краља Виторија Емануела III да за хрватског краља кандидује војводу од Сполета: папа, по њему, није могао да комуницира с војводом све док није званично крунисан; у исто вријеме Монтини је дозволио папи да разговара са Павелићем.
Подршка Ватикана могла је бити кључ за јачање подршке Хрватској у спољнополитичкој арени. Загребачки надбискуп Алојзије Степинац, који је независност Хрватске доживљавао као излазак из „тамнице”, како је називао југословенску државу са већинским српским становништвом, награђен је аудијенцијом код папе Пија XII, током које је више пута помињао Павелића. Из транскрипта разговора који је саставио Монтини, произилази да је Ватикан био спреман да призна Хрватску тек након завршетка рата и склапања мировног споразума, а то није била гаранција, јер би велики дио католика могао бити огорчен таквим чином, а мишљење овог дијела, према папи Пију XII, такође је требало уважити.
Фејер је писао да је Павелића примио папа у мају 1941. године, када је већ био на челу Хрватске. Истовремено, Павелић и његови усташки поручници добили су благослов, како се испоставило, за „неописив геноцид у њиховој новој земљи”. Ватикан није формално признао нову државу, али је, да не би преварио усташе, послао свог апостолског визитатора у Хрватску, бенедиктинског монаха Ђузепеа Марконеа. Павелић је био прилично задовољан таквим чином, а надбискуп Степинац је сматрао да је Ватикан заправо признао Хрватску као независну, али је папа одбио да успостави дипломатске односе са усташким режимом и поново се састао са Павелићем 1943. године. Касније је свјетска заједница осудила преговоре папе Пија XII са усташама, а један од службеника британског Министарства спољних послова је чак назвао понтифекса „највећом моралном кукавицом нашег времена”.
Према усташама, Ватикан је требало да помогне да се побједи комунизам и прекрсти више од 200.000 Срба који су се наводно одрекли истинске католичке вјере и прешли у српско православље — по Алојзију Степинцу, у највеће „шизматике”. Степинац, који је у свом писму у априлу 1941. поздравио независност земље, од самог почетка позива на изградњу католичке државе, за шта је одабрао идеју насилног прекрштавања Срба у католичанство. Иако је у својим говорима често говорио да је крвопролићем немогуће рјешавати национална питања, мислио је само на заштиту Јевреја од посебно радикалних усташких личности. Није га посебно бринула морална страна односа Хрвата према Србима: више га је бринуло да се менталитет већ прекрштених Срба не прилагоди новонасталом стању и да доведе до новог раскола у цркви.

### Идеологија
Хрвати су предложили да се питање православних Срба ријеши на радикалан начин: једну трећину насилно прекрстити у католичанство, другу трећину протјерати из земље, а преосталу трећину физички уништити. Први је то рекао Миле Будак, који се залагао са савез са муслиманима у борби против православаца. Позната је његова изјава „Независна Држава Хрватска је држава двије вјере, римокатоличке и исламске”, која је први пут објављена у листу Хрватски народ, број 143. од 7. јула 1941. године. Сви часописи и новине у Загребу објавили су истог дана упозорење да у року од 12 сати сви православни Срби треба да напусте град, иначе ће сви који остану бити убијени на лицу мјеста.
Државни министар Милован Жанић изјавио је да не може бити компромиса између католика и православаца и од првих дана поручио да се територија НДХ потпуно очисти и од најмањих трагова присуства Срба. Сјећање да је овдје некада живио православни народ морало се искоријенити из умова људи и избрисати са лица земље. Часопис Нови лист је 3. јуна 1941. објавио његов говор:
Усташе!
Да знате: Ја говорим отворено: Ова држава, ова наша домовина мора бити Хрватска и ничија више. И зато они који су дошли овамо, ти треба и да оду.
Догађаји кроз стољећа, а особито ових двадесет година показују, да је ту сваки компромис искључен. Ово има бити земља Хрвата и никога другога и нема те методе, коју ми нећемо као усташе употријебити, да је начинимо збиља Хрватском и да је очистимо од Срба, који су нас стотинама година угрожавали и који би нас угрозили првом згодом.

Ми то не тајимо, то је политика ове државе и кад то извршимо, извршићемо само оно што пише у усташким начелима.

### Учешће у усташком терору
Многи хрватски национал-клерикалци одобравали су намјеру да се униште или насилно покатоличе Срби, Роми и Јевреји. Алојзије Степинац, који у почетку није озбиљно схватао принудно прекрштавање, убрзо је у свим говорима почео да позива на борбу против трагова православља у Хрватској и одобрава убиства која су починиле усташе. Први талас убистава захватио је љето и јесен 1941, иако су се концентрациони логори појавили већ у априлу 1941. године. Од јуна су у земљи уведени закони о успостављању посебне мреже тајних агената који би могли да откривају етничке и вјерске мањине и о њима обавјештавају власти.
Усташки злочини над Јеврејима и Србима умногоме су се разликовали од њемачког начина рјешавања јеврејског и словенског питања. Нацисти су предвиђали коначно рјешење јеврејског питања „продором на Исток” и уклањањем Јевреја помоћу Ајнзацгрупа; ипак, усташе су хтјеле да уједине Хрвате и муслимане, који ће постати титуларни народи у новој држави, са циљем да униште све невјернике и странце и присвоје сву њихову имовину. То је резултирало правим терором, какав на Балкану до тада није виђен. Срби су били толико уплашени и могли су само или да пребјегну у окупирану Србију или да пређу у католичанство. Усташка власт је оставила већину католичког свештенства у земљи да би спровела други сценарио.
Према истраживачу Холокауста Ричарду Евансу, међу стражарима и управом у логору Јасеновац било је доста фрањеваца. Према Фејеру, многе вјерске личности посредно или непосредно су учествовале у казненим операцијама и масакрима над невјерницима и странцима, што потврђују радови католика Корада Цолија (Италија) и Ивлина Во (Велика Британија). Мирослав Филиповић постао је најпознатији међу злогласним фрањевцима који су сарађивали са усташама. Био је заповједник логора Јасеновац и због своје суровости добио је надимак „Ђаво из Јасеновца” и „фра Сотона”. Према различитим изворима, у Јасеновцу је страдало од 49.600 до 600.000 људи. Еванс пише да је Филиповић три мјесеца предводио стрељачке водове и џелате. Фрањевци су га 1942. искључили из реда због злочина над цивилима, али је наставио да носи монашку одјећу и у њој је послије рата објешен пресудом југословенског суда.
Још један озлоглашени католички свештеник познат по својој мржњи према Јеврејима био је врхбосански надбискуп Иван Шарић. Конфисковао је сву приватну имовину Јевреја, користећи је за своје потребе. Никада није осуђен за такве злочине. Шарић је у својим чланцима писао сљедеће:
Постоји граница љубави. Покрет за ослобађање свијета од Јевреја је покрет за обнову људског достојанства. Иза овог покрета стоји свезнајући и свемогући Господ.
Други значајнији католички свештеници који су подржавали Павелићеву политику били су његов лични тјелохранитељ Иван Губерина, који је водио Хрватски католички покрет (врста католичке акције у Хрватској); начелник службе безбједности у Сарајеву Божидар Брало, који је иницирао јеврејске погроме; усташки комесар у Босни и Херцеговини Јуре Францетић и заповједник Црне легије. Изјаве други свештеника такође су се одликовале суровошћу: на примјер, Мате Мугош је позвао свештенике да оставе молитвеник и узму револвер, а Дионизије Јуричев је за часопис Нови лист написао да „данас није грехота убити ни мало дијете до 7 година, а које смета нашем усташком покрету”. Према Фејеру, усташки геноцид над Србима није ништа мање страшан злочин од Холокауста, а положај католицизма у Другом свјетском рату је двосмислена: ако су у Пољској католици били жртве терора, онда су у Хрватској постали подстрекачи и извршиоци истог.
Међународна комисија експерата за истину о Јасеновцу основана је 2000. године. На једном од њених састанака у Њујорку разговарало се о умијешаности католичког клера у злочине: саопштено је да је око 1.400 католичких свештеника из Хрватске непосредно умијешано у убиства, а као један од чланова комисије, професор Универзитета у Лондону, говорио је антрополог Србољуб Живановић. Епископ жички и охридски Николај Велимировић је у црквени календар за 31. августа уписао све жртве усташког терора, погинуле од руку католичких духовника, као „седамсто хиљада пострадалих за православну веру од руку римских крсташа и усташа за време II Светског рата”. Написао је службу у којој каже да су усташе за „ревност у злу, добро знану свима, похвале добили из пакла и Рима”.

### Противници усташког терора
И поред великог броја католичких личности које су позиване на насиље, било је и оних који нису одобравале усташко насиље и осудила га. Загребачки надбискуп Алојзије Степинац, који је у почетку одобравао независност и подржавао усташку политику, био је приморан да предузима мјере за спасавање Срба и Јевреја од потпуног истребљења у земљи (тако је почео да их покатоличава). Павелић се чак пожалио Јоахиму фон Рибентропу да Степинац није подржавао усташки режим, за разлику од обичних свештеника, јер се плашио негодовања Ватикана. Чак и најревноснији католици понекад су се противили политици насиља и истребљења. Према Хеблтвејту, Ватикан покушао да ојача положај Степинца, који је одбацио присилно прекрштавање и окрутност, па чак и идентификовао присталице геноцида у свом кругу. Тако је од јула до октобра 1943. Степинац ухапсио 31 свештеника, који је учествовао у масакрима широм Хрватске.
Према Мартину Гилберту, Степинац је лично учествовао у спасавању групе Јевреја, али постоје докази да су и други подржавали његову иницијативу. Тако су мостарски бискуп Алојзије Мишић (у једном од својих писама био огорчен на нечињење Степинца у вези са погромима над Јеврејима и Србима у граду) и љубљански бискуп Грегорије Рожман, који је католичио Јевреје и крио их код куће, а уз помоћ језуите Пјетра Тачија Вентрурија чак им додијелио покровитељство од италијанских грађана.
Њемачки амбасадор у Хрватској Зигфрид Каше је од самог почетка постојања НДХ сумњао да нешто није у реду и пожалио се Берлину да Италијани не теже рјешењу јеврејског питања, јер је Ватикан на њих вршио превелики притисак. Један број апостолских визитатора је заправо био укључен у спасавање Јевреја; делегат папе Пија XII у Загребу Ђузепе Марконе, лично је спасао око хиљаду хрватских Јевреја који су били у мјешовитим браковима; делегат у Турској Анђело Ронкали (будући папа Јован XXIII) помогао је многим Јеврејима да дођу у Палестину и касније је више пута говорио да је слиједио наредбе папе Пија XII.
Јад Вашем је прогласио 120 хрватских праведника међу народима. Међу њима су католички свештеници и монаси, међу којима су сестра Цецилија (у миру Јожица Јурин), сестра Каритас (у миру Марија Пировић), сестра Амадеја Павловић и отац Драгутин Јесих (потоњи је убијен).

### Насилно покатоличавање
Док је Павелићева влада прогонила Србе, Јевреје, муслимане, па чак и фолксдојчере протестанте, католичко свештенство је одлучило да спроведе план покатоличења Срба. Министарство унутрашњих послова НДХ наложило је 14. јула 1941. Хрватском бискупијату да започне пропаганду за покатоличење, али су истовремено представници српске интелигенције, православни свештеници, као и богати трговци и занатлије лишени права да пређу у католичанство: планирано је да буду истријебљени, укључујући и оне који пређу у католичанство. Хрвати су конфисковали земљиште Српске православне цркве и саме цркве, претварајући их у католичке. Степинац је, сазнавши за ово, изразио своје незадовољство и према Фејеру, у јулу 1941. се пожалио Павелићу, осуђујући депортацију Јевреја и Срба. Касније је ипак подржао масовно покатоличавање, објашњавајући да су Срби на тај начин могли да избјегну одмазду.
Агенти специјалне службе нацистичке Њемачке, који су проучавали дјелатност католичког свештенства, касније су закључили да је црква, углавном, на злочине усташа и њихових саучесника гледала кроз прсте и скоро да није износила своје примједбе на присилно покатоличавање Срба.

## Улога католичког руководства

### Алојзије Степинац
Алојзије Степинац је у вријеме именовања за загребачког надбискупа 1934. године, постао најмлађи католички бискуп на свијету. Ослобођен је строге контроле Ватикана, добио је овлашћење да спријечи долазак усташког режима на власт или припрему инвазије. Међутим, његова контрола над мјесним свештенством није била потпуна. Према Мартину Гилберту, Степинац је од самог почетка рата почео да се понаша супротно званичној државној политици, спасавајући групу Јевреја у старом дому. Степинац, који је подржавао усташе, залагао се за стварање хрватске националне католичке државе, јер се Југославија, која није испунила обећање о равноправности свих својих народа, с његовог становишта претворила у тамницу. Ни Ватикан није дијелио Степинчево одушевљење, не признајући нову државу, а умјесто нунција Света столица је послала апостолског визитатора Ђузепеа Марконеа. Степинцу је и он био довољан да се увјери у подршку Ватикана, јер је фактички признао независност Хрватске, а Марконе је добио сва права нунција.
Од маја 1941. у понашању Степинца почеле су да се јављају антиусташке ноте: док је током љета и јесени земљу захватио талас насиља, био је приморан да се уздржи од низа својих увјерења, али није могао раскинути са усташама и кренути у отпор. Према Фејеру, Степинац је заправо дао усташама претпоставку невиности, а сам је одлучио ћутати о свом ставу. У новембру 1941. Степинац је сазвао Синоду хрватских бискупа, који су позвали Павелића да буде што хуманији према Јеврејима у присуству њемачких трупа у земљи. Ватикан је подржао одлуке Синоде и замолио Марконеа да се моли за спас грађана јеврејског поријекла, а папа Пије XII се касније лично захвалио Синоди за храброст и одлучност показану у помагању онима којима је помоћ потребна.
Према израелском историчару Менахему Шелаху, Синода је позвала на заштиту само покрштених Јевреја, а нико није намјеравао ништа да уради у случају православних Срба и Јевреја који су остали јудаистичке вјере, а Степинац је тек средином 1943. одлучио да отворено изађе против масакара других народа. Представник папског секретаријата Доменико Тардини приписао је талас насиља „нарастајућим боловима новог режима” у Риму. С друге стране, амерички историчар Роналд Рајклак напомиње да је Степинац, када је добио инструкције из Рима, још раније осудио бруталне поступке власти, одржавши званичан говор 25. октобра 1942. и наводећи:
Сви они без разлике, били припадници циганске расе или које друге, били Црнци или углађени Еуропејци, били омражени Жидови или поносни Аријци имаду једнако право… Зато је Католичка Црква увијек осуђивала, а и данас осуђује сваку неправду и насиље, које се почиња у име класних, расних или народносних теорија… Не може се истријебити с лица земље Цигане или Жидове, јер их се сматра инфериорном расом.
Према Рајклаку, Associated Press је указао на Степинца као на критичара нацистичког марионетског режима, који је убио „десетине хиљада Срба, Јевреја, Рома и Хрвата”, и био иритантан за Павелића, коме је ускраћен сусрет са понтифексом у Риму.
Степинца су нацисти и усташе презриво називали „пријатељом Јевреја” (њем. judenfreundlich), а и сам се у својој бискупији борио против оних који су позивали на геноцид. Фејер примјећује да се Степинац први пут огласио против масакара средином 1942, залажући се за Роме и Јевреје. Годину дана касније у Загреб је стигао Хајнрих Химлер, који је провјеравао како се рјешава „јеврејско питање”, а Алојзије је почео да пријети Павелићу: „Католичка црква се не плаши световне власти, каква год она била, ако је потребно да заштити основна људска права”. Када је Андрија Артуковић наредио депортацију Јевреја и Срба, апостолски визитатор Марконе и Степинац почели су да протествују против такве одлуке. Према Фејеру, Ватикан је лично наредио Степинцу да по сваку цијену спаси што више Јевреја у условима предстојећих депортација, али то није било довољно да озбиљно утиче на Павелића.

### Улога Ватикана
Према Фејеру, Степинац и Ватикан су били добро упознати са убиствима које су починиле усташе. Новинар Џон Корнвел признаје да је папа Пије XII био свјестан злочина, али није направио напор ка њиховом заустављању, већ је умјесто тога био ангажован у борби за коначно рјешење јеврејског питања у сјеверној Европи. Штавише, папа Пије XII је имао извјесне симпатије према хрватским ултранационалистима. У Риму је одржано ходочашће у новембру 1939. поводом педесете годишњице канонизације хрватског фрањевачког монаха Николе Тавелића, током којег је папа Пије XII изразио подршку дјеловању усташа на ток свјетске историје. Степинац је више пута понављао ријечи папе Лава X да је Хрватске упориште хришћанства, наговјештавајући да Срби нису прави хришћани, већ отпадници, и очекивао од њега помоћ у успостављању „хармоничких” односа између Срба и Хрвата у новој држави.
Будући папа Павле VI (тада замјеник државног секретара Свете столице Ђовани Монтини) обавезао се да прати дешавања у Хрватској и Пољској. Током својих дневних извјештаја 1941. једно је рекао папи Пију XII да је чуо за усташка звјерства. У марту 1942. тражио је од усташког представника у Ватикану да објасни да ли је до оваквих звјерстава могло доћи, што је он назвао лажима и пропагандом. Монтини је обећао да ће пажљиво проучити даље информације. Доменико Тардини је касније једном усташком представнику рекао да ће Ватикан затворити очи пред злочинима над цивилима из разлога што је „Хрватска млада држава, а младеж често гријеши у својим годинама, тако да ту нема ничег изненађујућег”.
У априлу 1942. Степинац је стигао у Рим и добио компромитујући документ од девет страница о разним неприкладним активностима Павелића. Зличини почињени у Хрватској у документу су названи „аномалијама”, за које Павелић није знао или их није овластио (документ се неко вријеме чувао у посебном Архиву Свете столице заједно са актима из Другог свјетског рата, али онда одатле повучен). Ватикан је предложио Степинцу да не ризикује и покуша зауставити Павелића на добар начин, све док папа не лиши вођу Хрватске благослова и угрози независност земље. Према Ежену Тисерану, будућем декану Кардиналског збора, Ватикан је зано имена свих клерика који су учествовали у масакрима и депортацијама Срба и Јевреја и требало их је сходно томе казнити как би се скинула срамота са Цркве. Папа Пије XII је ипак одбио да осуди усташки режим и предузме мјере против свештеника који су учествовали у масакрима, јер би то могли да подијели Католичку цркву у Хрватској, па чак и да уништи саму државу.
Фејер указује да је Ватикан имао само површна сазнања о геноциду над својом пољском паством, али су знали потпуно све о стању у Хрватској захваљујући напорима Алојзија Степинца. Државни секретар Луиђи Маљоне дао је сљедеће инструкције нунцију Марконеу: „Ако Ваша еминенција нађе одговарајућу прилику, дајте нејавну препоруку, да ово не изгледа као службено обраћање, да се према Јеврејима на територији Хрватске треба суздржати. Ваша еминенција мора да се побрине да […] у сваком тренутку оставе утисак лојалне сарадње са цивилним властима”. Ватикан се тако ограничио само на дипломатски притисак на усташку власт и није покушао да их отворено осуди. Међутим, према Роналду Рихлаку, Ватикан није увијек и свуда тако поступао: од 1941. до 1944. послао је четири званична писма и изразио огроман број протеста против Словачке Републике. У писму од 7. априла 1943. папа Пије XII пише:
Света столица је увијек гајила наду да се словачка влада, узимајући у обзир и осјећања сопственог народа, готово искључиво католика, никада неће упустити у насилно протјеривање особа које припадају јеврејској раси. Стога је Света столица са великим болом сазнала за наставак дејства ове врсте на територији републике. Овај бол је појачан разним извјештајима да словачка влада намјерава да потпуно протјера јеврејско становништво Словачке, не штедећи ни жене ни дјецу. Света столица не би била достојна своје божанске судбине да није осудила ове поступке, којима се грубо крше природна права људи само из разлога што припадају одређеној раси.
Сљедећег дана, Света столица је примила поруку од свог представника у Бугарској у којој се тражи од њих да предузму кораке ка заштити јеврејских грађана којима је пријетила депортација. Секретар Јеврејске агенције Палестине се убрзо састао са надбискупом Анђелом Ронкалијем (будући папа Јован XXIII), како би изразио захвалност Светој столици на срећном исходу случаја синова Израела у Словачкој. У октобру 1942. Ватикан је обавијестио своје представнике у Загребу о болном положају Јевреја у Хрватској и позвао их да убједе власти НДХ да промијене однос према јеврејском становништву. У биљешкама државног секретара Свете столице записано је да је Ватикан до јануара 1943. ипак успио да привремено обустави депортацију Јевреја их Хрватске, али је истовремено Њемачка почела да врши притисак на њих. Света столица је 6. марта 1943. послала још једну наредбу својим представницима у Загребу — да наставе да пружају помоћ Јеврејима.

### Павелићева аудијенција
Према Џону Корнвелу, Павелић је стигао у Рим 18. маја 1941. како би са Мусолинијем закључио споразум о давању права Италији на управу над неколико хрватских градова и округа на обали Далмације. Павелић је истога дана добио право на аудијенцију код папе Пија XII, што је заправо било признање независности Хрватске, а опат Ђузепе Марконе је постављен за апостолског визитатора у Загребу. Корвел није сигуран да ли је Ватикан до тада био упознат са детаљима злочина над мањинама које су починиле усташе, али је увјерен да је Рим био свјестан једне ствари: Павелић је тоталитарни диктатор, марионета Хитлера и Мусолинија, аутор сурових фашистичких и антисемитских закона и присталица насилног покатоличавања православаца.

### Ђузепе Марконе
Папа Пије XII је именовао Ђузепеа Марконе 1941. за апостолског визитатора у Хрватској, чиме је заправо постао нунциј (без званичног именовања). Марконе је извјештавао Рим о ужасним условима опхођења према Јеврејима у Хрватској, преговарао је са хрватским званичницима, а и и сам је учествовао у пребацивању јеврејске дјеце у Турску. Ватикан је преко Степинца и Марконеа вршио притисак на Павелић да прекине насиље. Када је почела депортација Јевреја из Хрватске, обојица су тражили објашњење од Андрије Артуковића. Сумирајући дјелатност Маркнеа према Марину Гилберту, захваљујући његовој правовременој интервенцији спасено је хиљаде Јевреја у Хрватској.

## Посљедице

### Односи с Југославијом
Независна Држава Хрватска је нестала с политичке сцене 8. маја 1945. године, на дан потписивања њемачке капитулације. На рушевинама Краљевина Југославије настала је нова држава — Демократска Федеративна Југославија. Само на дио територије је ослободила Црвена армија — у Хрватској и Словенији југословенски партизани су поразили своје противнике без совјетске помоћи. Иако су партизани били у отвореном непријатељству с усташама, Ивелин Во је на крају рата писао британском Министарству спољних послова и папи Пију XII, да би Тито једноставно могао да уништи католичку вјеру у земљи: 5 милиона парохијана Римокатоличке цркве била је у опасности. Према Фејеру, Тито је пред крај рата одлучио да се обрачуна не само са усташама, него и са римокатоличким свештенством које је подржавало усташе.
Партизани су активно испољавали свој гњев на католичком свештенству, које је сарађивало са усташама. Сматра се да су партизани до фебруара 1945. убили 14 свештеника, до марта је број порастао на 160, а до краја године на укупно 270 свештеника. Во, који је послије рата посјетио социјалистичку Хрватску, писао је да је задатак партизана олакшавала чињеница да је Римокатоличка црква била компромитована толерантним односом према усташком режиму, па чак и активном подршком. Посебно је тешко било фрањевцима: током ратних година порушено је 15 манастира. Можда из тог разлога Ватикан дуго времена није могао да пронађе заједнички језик са Совјетским Савезом и његовим савезницима под Варшавским пактом. Ипак, папа Пије XII је успио да превазиђе неке разлике са Југославијом: депеша америчког бискупа Џозефа Патрика Херлија постала је први корак ка успостављању дипломатских односа. Тито је тражио да се Степинац, осуђен за злочине, позове у Рим, али је папа предложио да Степинац лично одреди своју судбину, и он је одлучио да остане у земљи.

### Пацовски канали
Одређени број нациста је избјегао суђење, тако што су побјегли у западну Европу и придружили се противкомунистичком покрету у замјену за заташкавање нацистичке прошлости. САД су руте које су нацисти користили за избјегавање суђења назвали „пацовски канали”. У Риму су Хрватима помагали Аустријанац Алојз Гудал и Понтификат хрватског колегија Светог Јеронима, на челу са Крунославом Драгановићем. Према Фејеру, усташке вође и свештеници који су их подржавали, предвођени бискупом Иваном Шарићем, побјегли су из Хрватске са опљачканим златом и склонили се у Рим. Павелићева локације није се могла утврдити, чак ни обавјештајним подацима. За Павелићем је лично трагао агент Контраобавјештајног корпуса Вилијам Говен, син америчког представника у Ватикану Френклина Говена, али се Светој столици није допала таква дјелатност САД, па је из тог разлога Говен морао напустити територију Ватикана.
Према Фејеру, папа Пије XII је неко вријеме скривао Павелића, дајући му азил 1946, па чак и олакшавајући његов бијег у Јужну Америку. За то вријеме, папа и Павелић су договорили заједничку борбу против социјалистичке Југославије и жељу за стварањем чисто католичке државе на Балкану. Павелић је у Аргентину дошао још 1948. године. Агенти специјалних служби САД, СССР, ФНРЈ и Италије ловили су његову главу, али је Ватикан забрани сваку обавјештајну дјелатност на својој територији. Према Фејеру, Ватикан се плашио да ће Тито заувијек окончати утицај Римокатоличке цркве у Југославији. Према Хеблетвејту, Павелић је стигао у Рим 1948. из манастира у Салцбургу уз помоћ Драгановића, којег никакве закони нису спрјечавали, и да је живио под именом „отац Гомез” на Латиноамеричком колегију Пије, све док се није преселио у Аргентину, на позив Хуана Перона. Упркос томе што Павелић никада није изведен пред суд, српска емиграција је наставила да га лови: Благоје Јововић, српски четник, извршио је атентат на њега 10. априла 1957, пуцајући два пута. Павелић је преживио, али је добио двије тешке ране које су му нарушиле здравље. Посљедње уточиште му је била Шпанија, гдје је Павелић умро 28. децембра 1959, непосредно прије операције: његово здравље нарушавали су дијабетес и двије задобијене ране.
Десетине Хрвата, међу којима и ратни злочинци, сакрили су се у Папинском колегију у Риму. Од прољећа 1947. Ватикан је појачао притисак на САД и УК, како би спријечили изручење усташких злочинаца у Југославију. Специјални агент Говен је упозорио да је Павелић, који је мрзио православље и комунизам, обезбједио такве везе да би његово хапшење могло да буде шок за цијели католички свијет и да изазове масовне протесте. Ипак, Ватикан је није највише бунила чињеница да је Павелић користио „пацовске канале”, већ могућим објављивањем чињеница неповољних за цркву на његовом суђењу, до чега на крају није дошло. Сам папа Пије XII није вјеровао у правично суђење Павелићу и његовим саучесницима у Југославији. Међу ратним злочинцима је тих дана било доста религиозних личности: поред Степинца, суђено је предсједнику марионетске Словачке Јозефу Тису (објешен), примасу Мађарске Јожефу Миндсентију (који се противио нацистима) и члановима савјета за помоћ Јеврејима у Пољској „Жегота”. Рим је почео сматрати Титов режим пријетњом за своје жупане у Хрватској, који би могли бити осуђени због лажних оптужби за колаборационизам.

### Судски поступци

#### Случај Рожман
Грегориј Рожман је постао први католички бискуп осуђен за колаборационизам. Војни суд Југославије га је у августу 1946. осудио у одсуству: Рожман је побјегао у САД, гдје је живио до краја живота, а Врховни суд Словеније га је 2007. ослободио по свим тачкама оптужнице. Британци су предлагали да га ухапсе и изруче југословенским властима као сарадника усташа, што се никада није догодило. Међутим, послије Рожмана, пред лице правде изведен је Степинац.

#### Случај Степинац
Алојзије Степинац се појавио пред југословенским судом 26. септембра 1946. године. Хеблетвејт је суђење назвао спектаклом са унапријед одређеном пресудом, које нема никакве везе са правдом. Часопис Time у октобру 1946. описао је судске расправе на сљедећи начин:
У загребачкој спортској дворани, сјајно освјетљеној за фотографе и 500 посматрача, приводило се крају ревијално суђење надбискупу Алојзију Степинцу и дванаесторици католичких свештеника. Оптужен од стране маршала Тита за „злочине против народа”, четрдесетосмогодишњи поглавар пете по величини католичке бискупије на свијету… привремено је изгубио смиреност. Љутито је упро прстом према суду и повикао: „Не само да црква у Југославији нема слободе, него ће ускоро црква бити уништена”.
Степинац је оптужен за подршку усташком режиму, позивање на насилно покатоличавање православних Срба и борбу против партизанског покрета. Одбио је услуге адвоката, признао кривицу и осуђен је на 16 година затвора. Фејер сматра да ми Степинчева казна била блажа, да је могао доказати да није подржавао присилно католичење, али није могао да се оправда по другим тачкама. У Степинчеву одбрану, Хеблетвејт је написао да је хрватска независност загарантована Атлантском повељом, по којој сваки народ има „право на самоопредјељење”. Роналд Ричлак је суђење назвао фарсом која је имала за циљ да оцрни Католичку цркву и докаже њену безусловну подршку нацизму и изразио жаљење што су противкатоличку пропаганду Југославије многи у свијету прихватили здраво за готово. У одбрану Степинца 13. октобра 1946. стао је поглавар јеврејске заједнице у САД Луис Брајер, наводећи сљедеће:
Овај велики човјек Цркве је оптужен да је нацистички сарадник. Ми, Јевреји, то поричемо. Он је један од ријетких људи који су у Европи устали против нацистичке тираније управо у тренутку када је било најопасније. Он је отворено и неустрашиво говорио против расних закона. Послије Његове Светости Пија XII, био је највећи бранилац прогоњених Јевреја у Европи.
Надбискуп Степинац је у затвору у Лепоглави провео 5 година, док није прешао у кућни притвор. Папа Пије XII је Степинца увео у Колегиј кардинала 1952. године. Фејер, називају суђење Степинци индикативним, јер не пориче своју подршку усташком режиму и сматра да се Степинац усудио да каже нешто на оптужбе, да би се његова одбрана преко ноћи урушила и могла открити истину о подршци Ватикана Павелићу. Штавише, Степинац је дозволио да се у његовој бискупској резиденцији чувају документи усташког режима, укључујући и оне које садрже податке о доласку усташа на власт и доказе о њиховим ратним злочинима.
Степина се 1953. вратио кући у село Красић, гдје је посљедњих 7 година живота провео у кућном притвору. Папа Јован Павле II га је 1998. прогласио блаженим, што је изазвало масовне протесте међу православним Србима.

#### Случај Филиповић
Заповједник логора Јасеновац и Стара Градишка Мирослав Филиповић је пред суд изведен 1946. године. Филиповић је оптужен за покоље Срба и Јевреја: од 1942. до 1943. у Јасеновцу је од његове руке или по његовом наређењу страдало најмање 40 хиљада људи (углавном жена, дјеце и стараца), а најмање 20 хиљада убијених су били Јевреји. Сва убиства су почињена су изузетном суровошћу. Филиповић је признао кривицу, а суд га је осудио на вјешање.

### Усташко злато
У Папском колегију усташе су скривале огромне резерве злата, које је касније прешло у власништво Института за вјерске послове (Ватиканска банка). У поређењу са златом Нацистичке партије, резерве усташког злата (вриједне стотине хиљада америчких долара) биле су врло мале. Фејер вјерује да је Ватикану било познато гдје се злато налази.
Преживјеле жртве усташког терора и њихови потомци, који су живјели у Калифорнији, покушали су да врате злато судским путем тужећи Ватикан преко америчког правосудног система. Ватиканска банка је оптужена за прање новца и прикривање усташких златних резерви, као и стварање депозита у Европи, Сјеверној и Јужној Америци и финансирање хрватских усташких миграција. Као главни доказ, тужиоци су представили извод из тзв. „Бигелоуеве депеше” (коју је Емерсон Бигелоу послао Харолду Гласеру, директору истраживачког одјељења у Министарству финансија САД 16. октобра 1948). Још један доказ био је извјештај агената ОСС-а Вилијама Говена, по којем је пуковник Иван Бабић одвезао 10 камиона злата из Швајцарске у Папски колегиј. Упркос свим напорима, тужиоци су изгубили овај спор.